# Platychelus dimidiatus
Platychelus dimidiatus är en skalbaggsart som beskrevs av Hermann Burmeister 1844. Platychelus dimidiatus ingår i släktet Platychelus och familjen Melolonthidae. Inga underarter finns listade i Catalogue of Life.